# Apfelbeeren

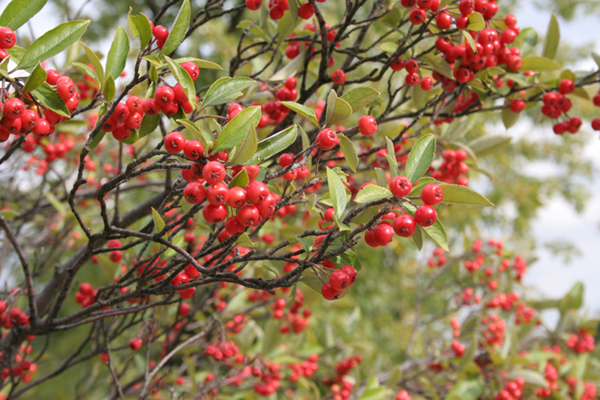
Früchte am Strauch von Aronia arbutifolia

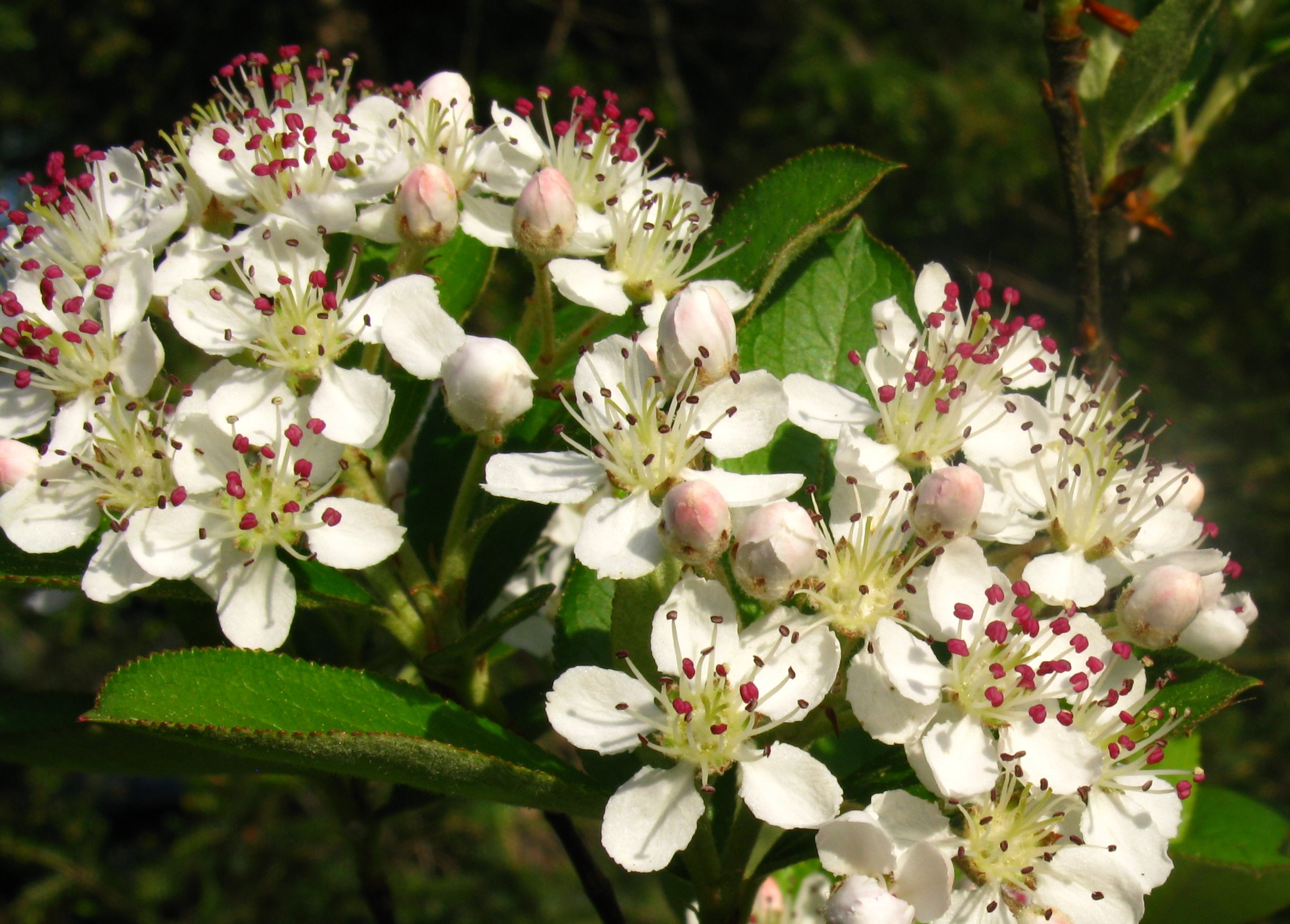
Blütenstand von Aronia arbutifolia

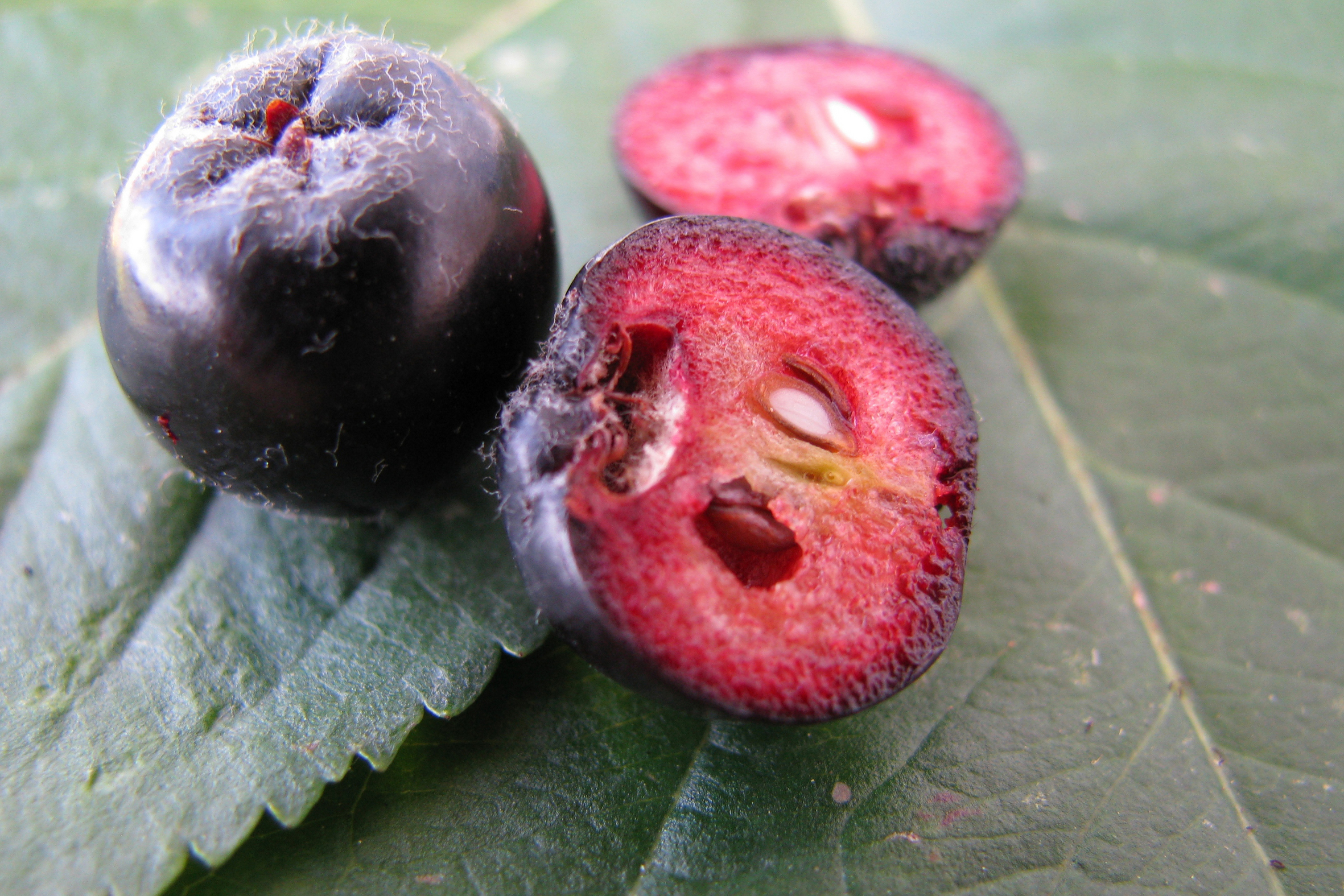
Aroniafrucht

Die Apfelbeeren (Aronia) sind eine Pflanzengattung von drei Aronia-Arten innerhalb der Familie der Rosengewächse (Rosaceae). Sie stammen ursprünglich aus dem östlichen Nordamerika und wachsen dort als Strauch von ein bis zwei Metern Höhe.

## Beschreibung
Aronia-Arten sind sommergrüne Sträucher mit spitzen, auffallend weinroten Winterknospen. Die einfachen, gestielten, mehr oder weniger behaarten Laubblätter sind elliptisch bis verkehrt-eiförmig, 2 bis 8 Zentimeter lang, meist kurz zugespitzt oder bespitzt, am Rand fein gekerbt bis gesägt und oberseits auf der Mittelrippe mit entfernten, schwarzroten Haaren mit leuchtend roter Herbstfärbung. Es sind Nebenblätter vorhanden.
In schirmrispigen Blütenständen stehen zehn bis zwanzig Blüten zusammen. Die zwittrigen, meist gestielten, radiärsymmetrischen, fünfzähligen Blüten weisen einen Durchmesser von etwa einem Zentimeter auf. Die Vor- und Tragblätter sind zu Drüsen umgebildet. Es ist ein kleiner Blütenbecher vorhanden, ebenso fünf Kelchblätter. Die fünf freien Kronblätter sind weiß oder blass rosa. Die meist bis etwa 20 teils behaarten Staubblätter sind an ihrer Basis verwachsen. Es sind mehrere, genäherte und unterständige Stempel, mit oft freien Griffeln, vorhanden.
Die roten oder schwarzen, ein- bis mehrsamigen und apfelförmigen, rundlichen, teils behaarten Früchte (Scheinfrucht) weisen einen Durchmesser von 5 bis 12 Millimetern auf. Sie haben einen beständigen, teils eingesunkenen Kelch und eine Kelchhöhlung an der Spitze, ähnlich wie beim Javaapfel. Sie besitzen ein Kerngehäuse, und die Samen sind apfelkernähnlich.

## Systematik
Die Gattung Aronia wurde durch Friedrich Kasimir Medikus aufgestellt. Aronia Medik. nom. cons. wurde nach den Regeln der ICN (Melbourne ICN Art. 14.10 & App. III, Melbourne ICN Art. 53) konserviert gegenüber dem früher veröffentlichten Homonym Aronia Mitch. nom. rej.
Die Gattung Aronia gehört zur Subtribus Kernobstgewächse (Pyrinae) in der Unterfamilie Spiraeoideae innerhalb der Familie Rosaceae.
Die Gattung Aronia ist hauptsächlich im östlichen Nordamerika verbreitet, kommt aber auch in den zentralen USA vor.
Es gibt nur drei Aronia-Arten:
- Filzige Apfelbeere[2] (Aronia arbutifolia (L.) Pers., Syn.: Aronia arbutifolia var. brilliantissima hort., Crataegus pyrifolia Lam., Mespilus arbutifolia L., Photinia pyrifolia (Lam.) K.R.Robertson & J.B.Phipps, Pyrus arbutifolia (L.) L. f., Sorbus arbutifolia (L.) Heynh.): Sie ist in den kanadischen Provinzen New Brunswick, Neufundland und Labrador, Nova Scotia, südöstliches Ontario, südöstliches Québec sowie Prince Edward Island und in den US-Bundesstaaten Connecticut, südliches Maine, Massachusetts, südöstliches New Hampshire, New Jersey, New York, Pennsylvania, Rhode Island, West Virginia, Oklahoma, Alabama, Arkansas, Delaware, Florida, Georgia, Kentucky, Louisiana, Maryland, Mississippi, North Carolina, South Carolina, Tennessee, Virginia sowie Texas verbreitet.[1]
- Schwarze Apfelbeere oder Kahle Apfelbeere (Aronia melanocarpa (Michx.) Elliott, Syn.: Aronia melanocarpa Spach, Aronia nigra (Medik.) Dippel, Aronia nigra (Willd.) Koehne, Hahnia arbutifolia var. nigra Medik., Mespilus arbutifolia var. melanocarpa Michx., Photinia melanocarpa (Michx.) K.R.Robertson & J.B.Phipps, Pyrus arbutifolia var. nigra Willd., Pyrus melanocarpa (Michx.) Willd., Pyrus nigra (Willd.) Sarg.): Sie ist in den kanadischen Provinzen New Brunswick, Neufundland, Nova Scotia, südliches Ontario, südliches Quebec sowie auf den Prince Edward Island und in den US-Bundesstaaten Connecticut, Indiana, Maine, Massachusetts, Michigan, New Hampshire, New York, Ohio, Pennsylvania, Rhode Island, Vermont, West Virginia, Illinois, nordöstliches Iowa, östliches Minnesota, Missouri (nur Stoddard County), Wisconsin, nördliches Alabama, nördliches Georgia, Kentucky, westliches Maryland, westliches North Carolina, South Carolina, Tennessee sowie Virginia verbreitet:[1]
  - Aronia melanocarpa var. grandifolia (Lindl.) Schneid.
  - Kahle Apfelbeere[2] (Aronia melanocarpa (Michx.) Elliott var. melanocarpa)
- Aronia × prunifolia (Marshall) Rehder (Syn.: Crataegus prunifolia (Marshall) Baumg., Mespilus prunifolia Marshall, Photinia floribunda (Lindl.) K.R.Robertson & J.B.Phipps, Pyrus floribunda Lindl.): Sie ist eine Naturhybride von Aronia arbutifolia × Aronia melanocarpa und ist in den kanadischen Provinzen südöstliches New Brunswick, Nova Scotia sowie Quebec und in den US-Bundesstaaten Connecticut, Indiana, Maine, Massachusetts, Michigan, New Hampshire, New York, Ohio, Pennsylvania, Rhode Island, Vermont, West Virginia, nördliches Illinois, Wisconsin, Kentucky, westliches Maryland, North Carolina sowie Virginia verbreitet.

Nicht mehr zur Gattung Aronia gehört die Mitschurin-Apfelbeere, da sie eine intergenerische Hybride zwischen Aronia Medik. und Sorbus L. ist. Solche Hybriden werden zu Sorbaronia C.K.Schneid. gestellt: Aronia mitschurinii A.K.Skvortsov & Maitul. → Sorbaronia mitschurinii (A.K.Skvortsov & Maitul.) Sennikov.
Hybriden zwischen Aronia melanocarpa und Sorbus aucuparia werden Sorbaronia fallax (C.K.Schneid.) C.K.Schneid. genannt.
Es gibt auch die intergenerische Hybride Sorbocotoneaster Pojark. Dazu gehört die Naturhybride zwischen Sorbus aucuparia L. und Cotoneaster laxiflorus Lindl. = Sorbocotoneaster pozdnjakovii Pojark.

## Nutzung
Aronia-Sorten sind wenig anfällig für Pflanzenkrankheiten. Die hohe Flavonoid-Konzentration in der Schale macht sie unempfindlich für äußere Einflüsse wie Ultraviolettstrahlung oder Schädlinge. Die aufgrund ihrer Apfelfrüchte am häufigsten angebauten beiden Arten sind die Filzige Apfelbeere (Aronia arbutifolia) und die Schwarze Apfelbeere (Aronia melanocarpa). Die obstbauliche Nutzung begann zu Beginn des 20. Jahrhunderts durch den russischen Biologen und Obstzüchter Iwan Mitschurin, der die Aronia um 1910 mit anderen Obstsorten wie Ebereschen und Mispeln gekreuzt oder sie zumindest veredelt haben soll.
In Deutschland wird die Apfelbeere vor allem in Sachsen, Brandenburg und Bayern angebaut. Hier wurden im Jahr 2016 ca. 86 % der deutschen Erntemenge erzeugt. Im Jahre 2015 wurden rund 470 Tonnen geerntet. Laut Statistischem Bundesamt wurden im Jahr 2016 ca. 1.100 Tonnen auf knapp 560 Hektar (ha) geerntet. Dabei stieg die Anbaufläche um ca. 41 % gegenüber dem Vorjahr 2015. Im Jahr 2019 betrug die Fläche 959 ha mit 1127 t Ertrag. In Österreich wurde die Apfelbeere zuerst 2001 von sechs Landwirten in der Südoststeiermark ausgepflanzt. Eine kontinuierlich steigende Anzahl von Betrieben haben sich inzwischen im Verein Aronia Austria mit Sitz in Feldbach zusammengeschlossen. Im Jahr 2019 wurden in Österreich auf der Fläche von 537 Hektar rund 1560 Tonnen geerntet. In der Schweiz wird Aronia seit 2007 angebaut. Die gesamte Anbaufläche beträgt 77 ha (2019). Fast alle Produzenten sind im Verein IG Aronia organisiert (50 Mitglieder 2018). Verarbeitet wird die Schweizer Ernte von Aronia Swiss und Landi Hüttwilen.
Die mindestens erbsengroßen, schwarzen, häufig wachsartig überzogenen Früchte, die ab Mitte August bis Oktober geerntet werden können, schmecken süß-säuerlich-herb und ähnlich der Heidelbeere. Die Beeren werden entweder getrocknet (wie Rosinen) verwendet, zu Konfitüre verarbeitet (beispielsweise zusammen mit Orangen) oder nach Dampfentsaften als Saft getrunken. In gemahlener Form werden sie häufig in selbstgemixten Frucht-Smoothies verarbeitet. Im größeren landwirtschaftlichen Maßstab werden in Europa Muttersaft sowie mit Wasser verdünnter Fruchtnektar produziert und vertrieben. Der getrocknete Trester wird für Aufgussgetränke und Smoothies, zur Nahrungsergänzung sowie als Zusatz für Tierfutter genutzt.
Hauptsächlich aufgrund des hohen Flavonoid-Gehalts, der im Zusammenhang mit der tief dunklen Färbung steht, zählt(e) die Aronia in osteuropäischen Ländern und in Russland (ehemalige Sowjetunion) zu den Heilpflanzen. Weiters sind noch Folsäure, Provitamin A, Vitamin B2, Vitamin K und Vitamin C sowie mineralische und diverse andere Komponenten in unterschiedlichen Mengen enthalten, welche synergistisch wirken. So wurde nachgewiesen, dass Fruchtextrakt von Aronia melanocarpa den oxidativen Stress, hervorgerufen durch Operation oder in verschiedenen Phasen der Chemotherapie, bei Patienten mit invasivem Brustkrebs dank seiner antioxidativen Wirkung signifikant reduziert. Wegen ihrer (sorten- und witterungsabhängig) kräftigen dunkelvioletten (Anthocyane) bis roten Farbe (Cochenillerot A) wird sie ferner auch als Lebensmittelfarbe verwendet.
Wie viele pflanzliche Lebensmittel enthalten auch Apfelbeeren cyanogene Glycoside, wobei der Gehalt an gebundener Blausäure (Amygdalin) frischer Früchte, der sich in den Kernen (ähnlich wie bei Äpfeln) konzentriert, typischerweise etwa 0,6 bis 1,2 Milligramm pro 100 Gramm beträgt. Nach Einschätzung des Max Rubner-Instituts ist der Genuss kleiner Portionen unbedenklich. Durch Erhitzung reduziert sich der Blausäuregehalt, sodass entsprechend verarbeitete Früchte auch regelmäßig konsumiert werden können. Mittels einer Kombination aus Erhitzen und Maischen ändert sich auch die chemische Zusammensetzung der enthaltenen bioaktiven Verbindungen, wobei der Polyphenolgehalt insgesamt zunimmt, analog zur antioxidativen Kapazität.

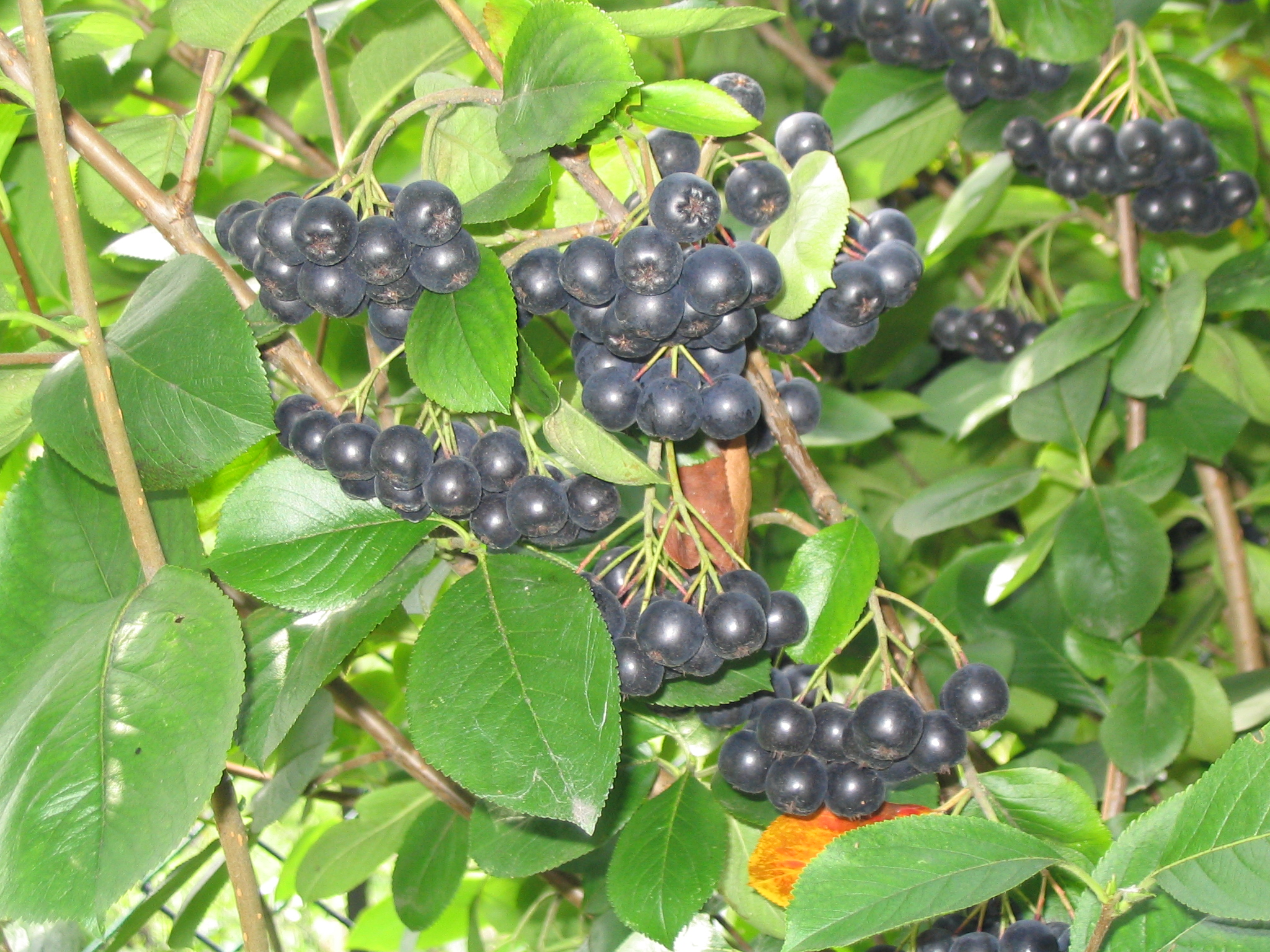
Früchte und Laubblätter
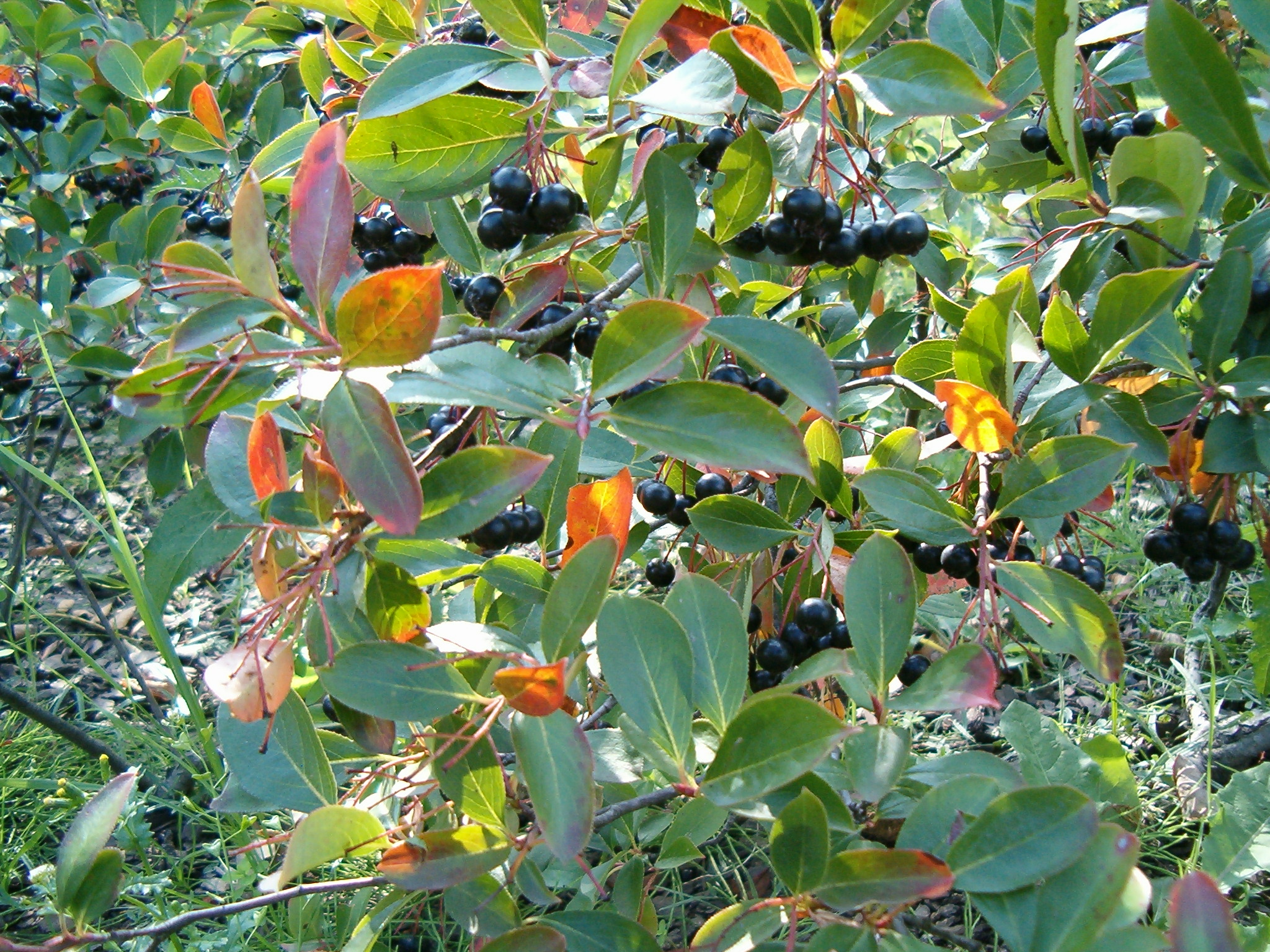
Habitus, Früchte und Laubblätter
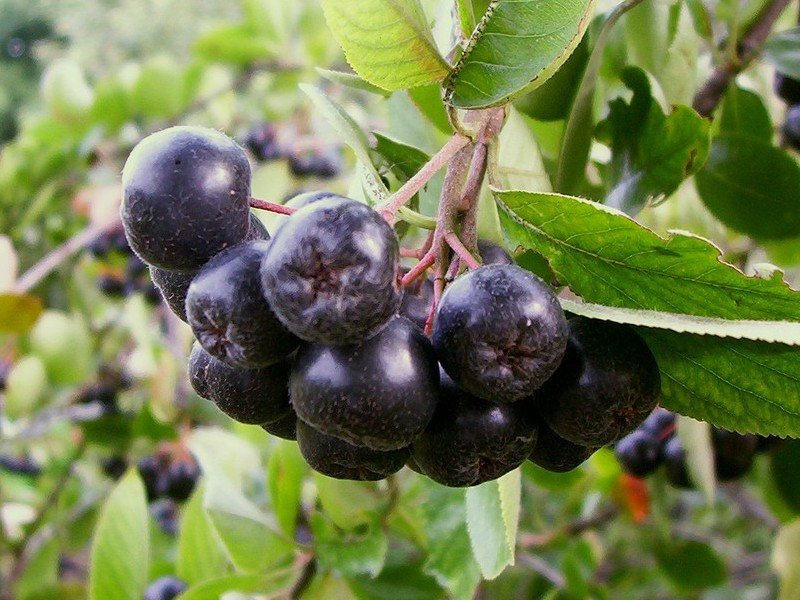
Früchte
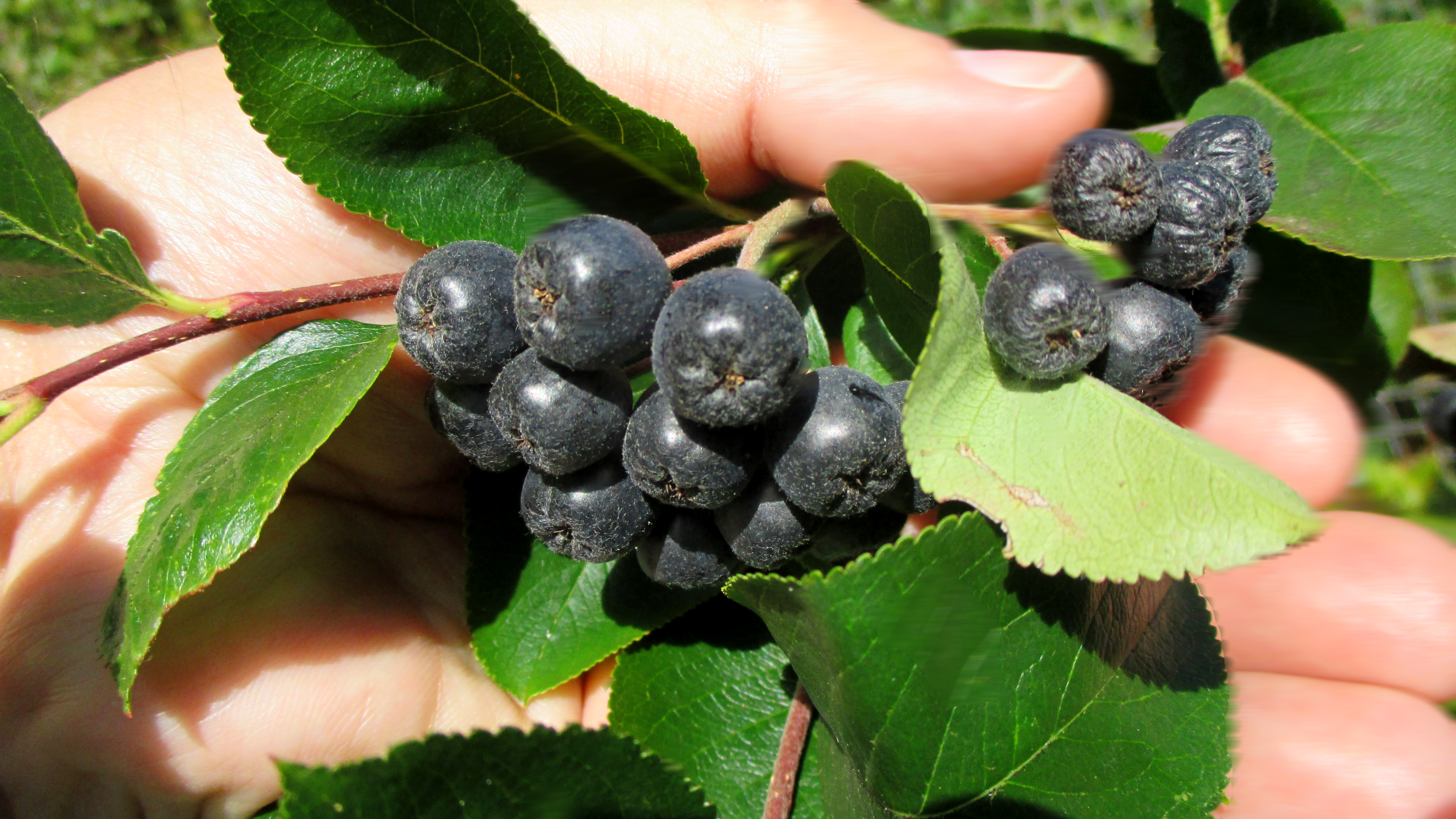
Apfelbeeren – Sachsen